# 콘스탄티누스 갈루스

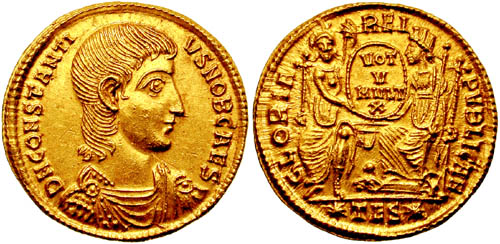

콘스탄티우스 갈루스(Constantius Gallus)는 동로마 제국의 황제로서, 콘스탄티우스 2세와 함께 황제자리에 올랐다.
갈루스는 율리우스 콘스탄티우스와 갈라 사이에서 태어난 아들이다.
337년 달마티우스 부제와 한니발리우스 부제 등의 사람들이 콘스탄티노폴리스 왕궁에서 숙청당하는 사건이 벌어졌다. 이 때에 갈루스와 그의 동생인 율리아누스는 숙청에서 살아남았다. 그 후에 콘스탄티누스 대제의 두 아들이 죽고, 둘째 아들인 콘스탄티우스 2세가 황제가 되었을 때 갈루스도 부제가 되었다. 그리고, 갈루스는 콘스탄티누스 대제의 딸인 콘스탄티나와 결혼을 했다. 그리고 동생인 율리아누스도 아테네에 가서 철학을 배웠다. 그러나 콘스탄티우스 2세는 갈루스를 싫어했다. 그리고 얼마 후, 갈루스는 이스트반 반도의 풀라요새로 가야 했다. 왜냐하면 콘스탄티우스 2세가 호출하였기 때문이다. 먼저, 아내인 콘스탄티나가 갔으나 가던 중에 죽고 갈루스가 풀라요새로 갔다. 가자마자 갈루스는 부제의 인장과 치장했던 장식품을 다 빼앗기고 토가 차림으로 방으로 끌려 들어갔다. 안에서 기다라고 있던 사람은 콘스탄티우스 2세가 아닌 환관 에우세비우스였다. 갈루스는 심한 고문을 받은 끝에 정제인 콘스탄티우스 2세를 죽이려는 음모를 꾸미려고 했다고 자백했다. 결국 갈루스는 교수형을 당하였다.